# Elvis Presleys Sun-opnamen
Elvis Presley nam in de zomer van 1953 zijn eerste plaatje op in de platenstudio Sun Records in Memphis. Hij stond uiteindelijk tot 21 november 1955 onder contract bij Sun Records, de platenmaatschappij van zijn ontdekker Sam Phillips.

## Geschiedenis

### Elvis en Sun Records
De periode bij Sun is een duidelijke afgebakende eenheid: Elvis begint, verlegen, te zingen en ontdekt zijn talenten als artiest, zowel in de studio als op het podium. De opnamen staan onder leiding van Sam Phillips, die uiterst veel gevoel had voor goede en commerciële muziek uit de zuidelijke staten. De locatie is Memphis, een ware smeltkroes voor muzieksoorten, vooral van zwarte muziek als blues, rhythm & blues, gospel en blanke muziek als country & western, hillbilly. De opnamen zijn hier dan ook een prima afspiegeling van, ook de privéopnamen.

### Opnamen
Hij begon met het inzingen van een singletje voor privégebruik, dat wil zeggen: voor zijn eigen plezier. Een jaar later, vanaf 5 juli 1954, nam hij in totaal 20 nummers op voor de verkoop. Een jaar na zijn vertrek bezocht hij de studio nog eens om met mensen als Carl Perkins en Johnny Cash wat liedjes te zingen. Deze bijeenkomst is opgenomen, staat bekend onder de naam The Million Dollar Quartet.

### Overgang naar RCA
Nadat Elvis had getekend bij RCA veranderde alles: hij ging opnemen in Nashville of New York; twee steden met een compleet andere muziekcultuur, met andere platenproducers, met een nieuwe manager (Colonel Tom Parker), en met nummers die gekozen waren op iets anders dan zijn eigen voorkeur (gezochte filmliedjes, liedjes van voordelige schrijvers). De oude Sun-opnamen verhuisden contractueel mee naar RCA. RCA heeft direct vele Sun-opnamen uitgebracht, zowel op single als op lp.

## De 23 nummers
Hieronder volgen de nummers, in volgorde van de opname. Gebruikelijk is dat een nummer vaker achtereen wordt opgenomen (zogenaamde 'takes'), waarna de beste versie gebruikt om een 'master' te maken voor de plaat. Soms ook werden takes gecombineerd tot een master. Het eerste singletje, waarvan er maar één is gemaakt, is teruggevonden. 

### My Happiness
Wr. Betty Peterson-Borney Bergantine 

Opname: zomer 1953 (privéopname)

Originele versie: Jon & Sondra Steele, 1948

### That's When Your Heartaches Begin
Wr. William Raskin-George Brown-Fred Fisher

Opname: zomer 1953 (privéopname)

Originele versie: The Ink Spots (1940)

### I Love You Because
Wr. Leon Payne
 
Origineel: Leon Payne (1949, Capitol)

Ook opgenomen door: Eddie Fisher (1950, RCA Victor)

Opname: 5-6 juli 1954 (sessie 1)

Originele versie door Leon Payne, maar die was duidelijk beïnvloed door het lied 'When you were sweet sixteen' (James Thornton) uit de film 'Little Miss Broadway' (1938). Het lied werd ook vertolkt in 'The Al Jolson Story (1946)' door ene Asa Yoelson, en dat is waarschijnlijk waar Elvis (een Al Jolson-fan) het lied heeft opgepikt.

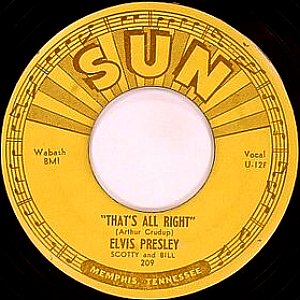
That's all right

### That's All Right
Wr. Arthur Crudup
 
Origineel Arthur "Big Boy" Crudup (1947, RCA Victor)

De originale titel van Crudup is: "That's All Right (Mama)"; op het Sun-label, en vele latere uitgaven, is '(Mama)' weggelaten: "That's All Right".

Opname: 5-6 juli 1954 (sessie 1)

### Harbor Lights
Wr. Will Grosz-Jimmy Kennedy

Origineel: Roy Fox And His Orchestra (1937)

Opname: 5-6 juli 1954 (sessie 1)

### Blue Moon of Kentucky
Wr. Bill Monroe (= William Smith Monroe)

Origineel: Bill Monroe and his Bluegrass Boys (Columbia, 1946)

Opname: 5-6 juli 1954 (sessie 1)

### Blue Moon
Wr. Richard Rodgers-Lorenz 'Larry' Hart
 
Origineel: Frankie Trumbauer and his Orchestra (1934)

Opname: 19 augustus 1954 (sessie 2)

### Tomorrow Night
Wr. Sam Coslow-Wil Grosz

Origineel: Horace Heidt & his Orchestra (Columbia, 1939)

Andere versies door: Lonnie Johnson (1948), LaVern Baker (1954), Jerry Lee Lewis (1957), Carl Smith (1959), Elvis Presley (1954, 1965), B.B. King (1962), Charlie Rich (1973), Bob Dylan (1992) en vele anderen.

Opname: september 1954 (sessie 3)

### I'll Never Let You Go (Little Darlin')
Wr. Jimmy Wakely

Origineel: Jimmy Wakely (1943, Decca)

Opname: september 1954 (sessie 3)

### Satisfied
Deze opname is wel in de administratie vermeld, maar de opnameband is nooit teruggevonden

Opname: september 1954 (sessie 3)

### I Don't Care If The Sun Don't Shine
Mack David

Origineel: Patti Page (1950, Mercury)

Oorspronkelijk geschreven voor de Walt Disney-film 'Cinderella'

Opname: september 1954 (sessie 3)

### Just Because
Wr. Bob Shelton-Joe Shelton-Sid Robin

Origineel: Nelstone's Hawaiians (= Hubert A. Nelson & James D. Touchstone), 1929

Andere versies door: the Collins Kids (1957)

Opname: september 1954 (sessie 3)

### Good Rockin' Tonight
Wr. Roy Brown

Origineel Roy Brown (1947, DeLuxe)

Andere versies door: Wynonie "Mr. Blues" Harris (1948, King)

Opname: september 1954 (sessie 3)

### Milkcow Blues Boogie
Wr. Kokomo Arnold

Origineel: Kokomo Arnold (1934, Decca)

Andere uitvoeringen: Johnny Lee Wills (1941, Decca); Moon Mullican (1946, King); Bob Wills & His Texas Playboys als "Brain Cloudy Blues", (1946, Columbia)

Opname: november/december 1954 (sessie 4)

### You're A Heartbreaker
Jack Sallee

Opname: november/december 1954 (sessie 4)

### Baby Let's Play House
A. Gunter. Origineel: Arthur Gunter (1954, Excello)

Opname: 5 februari 1955 (sessie 5)

### I Got A Woman
Ray Charles

Opname: 5 februari 1955 (sessie 5)

### Trying To Get To You
McCoy - Singleton. Origineel: The Eagles (1954, Mercury)

Opname: 5 februari 1955 (sessie 5; niet uitgegeven) en 11 juli 1955 (sessie 7)

### I'm Left, You're Right, She's Gone
S. Kesler - W. Taylor. Origineel: Stan Kesler & Bill Taylor

Opname: 5 maart 1955 (sessie 6)

### I Forgot To Remember To Forget
S. Kesler - C. Feathers. Origineel: Stan Kesler & Charlie Feathers

Opname: 11 juli 1955 (sessie 7)

### Mystery Train
H. Parker - S. Phillips. Origineel: Little Junior's Blue Flames (1953, Sun)

Opname: 11 juli 1955 (sessie 7)

### When It Rains It Really Pours
W. Emerson. Origineel: Billy "the Kid" Emerson (1955, Sun)

Opname: augustus of oktober 1955 (sessie 8)

### The Million Dollar Quartet (sessie)
In december 1956, een jaar nadat Elvis naar RCA vertrokken was, bezocht hij de Sun-studio. De middag werd besteed aan een jamsessie met Carl Perkins (toen al bekend van Blue Suede Shoes), Jerry Lee Lewis (toen nog onbekend), en Johnny Cash (die niet meezong, maar wel op de foto's staat). De opnamen waren niet bedoeld voor publicatie, maar vooral het doornemen van hun bekende liedjes. In totaal circa 40 titels zijn te horen, veelal onvolledig gezongen. Elvis maakt veel werk van een zanger die hij had gezien (Jackie Wilson, die toen zong bij Billy Ward and his Dominoes), en die zijn hit 'Don't Be Cruel' volgens Elvis beter zong dan Elvis zelf. Ook hebben ze veel plezier met Brown Eyed Handsome Man van Chuck Berry.

Opname: 4 december 1956.

## Uitgaven
Ook de privéopnamen, enkele mislukte opnamen (zogenaamde 'outtakes') en de opnamen van de vrijblijvende Million Dollar jam-sessie zijn vrijwel allemaal uitgegeven. 

### Sun-singles
Tien nummers, dus vijf singles, zijn uitgekomen op het originele Sun-label:
- Sun 209 juli 1954: That's All Right / Blue Moon of Kentucky
- Sun 210 september 1954: Good Rockin' Tonight / I Don't Care If the Sun Don't Shine
- Sun 215 januari 1955: Milkcow Blues Boogie / You're a Heartbreaker
- Sun 217 april 1955: Baby Let's Play House / I'm Left, You're Right, She's Gone
- Sun 223 augustus 1955: I Forgot to Remember to Forget / Mystery Train

Direct nadat Elvis bij RCA had getekend werden dezelfde nummers, in dezelfde combinaties, opnieuw uitgebracht (december 1955). De RCA-singles waren verkrijgbaar op 78 en 45 toeren, vandaar de bestelnummers 20/47.
- RCA 20/47-6375: Sun 223
- RCA 20/47-6380: Sun 209
- RCA 20/47-6381: Sun 210
- RCA 20/47-6382: Sun 215
- RCA 20/47-6383: Sun 217

### Album 'Elvis Presley' (1956)
In januari 1956 kwam de eerste echte RCA-single Heartbreak Hotel uit, waarmee Elvis nationaal doorbrak. Hij had toen al een grote reputatie als podium-artiest. 
In maart 1956 kwam de eerste lp uit, getiteld 'Elvis Presley' (RCA 1254), met zijn naam in felgroen en roze letters, en met een zwart-witfoto van Elvis in actie. In 1980 is deze hoes nog geparodieerd door The Clash: London Calling. In deze tijd waren lp's minder belangrijk voor de verkoop, de hit van dat moment, 'Heartbreak Hotel', ontbreekt zelfs. Wel zijn op deze lp vijf Sun-opnamen voor het eerst uitgebracht:
- I Love You Because
- Just Because
- Trying To Get To You
- I'll Never Let You Go (Little Darlin')
- Blue Moon.

### The Sun Recordings (1976)
In 1976 komt een overzichtsalbum uit met vijftien titels: the Sun Sessions. 'I Love You Because' is present met twee versies.

Ontbrekend: 
- 'Harbor Lights'
- 'Tomorrow Night'
- 'When It Rains It Really Pours'
- 'I Got a Woman'

### The Complete Sun Sessions (sic) (1987)
Anders dan de titel zegt, staan hier 17 van de 20 nummers op die Elvis bij Sun heeft opgenomen. Het album bevat wel meerdere 'takes' van 'I Love You Because', en 'I'm Left, You're Right, She's Gone'.

Ontbrekend: 
- de privéopnamen
- 'Satisfied'
- 'Blue Moon of Kentucky'
- 'I Got A Woman'

### The Million Dollar Quartet (1989)
De opnamen zijn in 1989 uitgegeven. 

### The Complete 50's Masters (1992)
Dit is uiteindelijk de meest complete verzameling, inclusief de twee nummers van het eerste privé-singletje. De 5cd-box, uit 1992, is voorzien van een zorgvuldig samengesteld boekwerk, waarin vele opname- en uitgave-gegevens van deze periode staan. Alleen 'That's When Your Heartaches Begin' staat op cd5, de andere nummers op cd1. 

Ontbrekend: 
- - Satisfied
- - The Million Dollar Quartet